# 津田教修
津田 教修（読み不詳、1850年（嘉永3年）9月 - 1907年（明治40年））は、津田一伝流剣術家、日本陸軍軍人。階級は陸軍中佐。栄典は従五位勲四等功四級。陸軍の軍刀術、銃剣術の創設に貢献した。

## 経歴
1850年（嘉永3年）9月、久留米藩藩士、津田一伝流剣術開祖津田一左衛門正之の長男として生まれ、父から剣術を学ぶ。
廃藩後の1872年（明治5年）、22歳で津田一伝流・2代師範役となり、同8年、陸軍兵学寮に入る。
1877年（同10年）西南戦争に従軍。
1892年（同25年）陸軍戸山学校教官体操科長となる。陸軍戸山学校では津田が中心となり、それまでフランス式であった剣術教範を改正し、日本の剣術や槍術をもとに片手軍刀術、銃剣術を制定に参画した。
その後、日清戦争に第1師団歩兵第2連隊中隊長で従軍しまた日露戦争には少佐で後備歩兵第48連隊大隊長として従軍、のち後備歩兵第20連隊長に補せられ、遼東に転戦して武功を立てた。この間、それらの軍功により中佐に進み、従五位勲四等功四級を賜った。しかし、戦争中大陸で負傷し、1905年（明治38年）8月退役。帰郷療養中、1908年（明治41年）3月13日に没す。
享年58。
久留米市本町、無量寺に葬られる。
1911年（明治44年）10月門人、旧友によって篠山神社境内に「津田一伝流第二世碑」が建立された。碑文は内藤新吾が撰した。

## 年譜
- 1876年（明治9年） - 少尉試補
- 1888年（明治21年）11月16日 - 歩兵大尉[3]。
- 1892年（明治25年） - 陸軍戸山学校教官体操科長
- 1893年（明治26年）4月6日 - 一等給[5]
- 1896年（明治29年）
  - 1月13日 - 屯田歩兵第3大隊第1中隊長に就任
  - 2月22日 - 少佐に昇任
  - 5月8日 - 歩兵科に異動
- 1898年（明治31年） - 歩兵第10連隊第3大隊長[6]
- 1901年（明治34年）9月1日 - 予備役[7]
- 1905年（明治38年）8月 - 退役